# Daryl Harpe
Daryl Harpe (né le 12 août 1966 à Fort McMurray, dans la province de l'Alberta au Canada) est un joueur professionnel canadien de hockey sur glace. Il évoluait au poste d'attaquant.

## Carrière en club
En 1986, il commence sa carrière avec les Golden Blades d'Érié dans l'ACHL.

## Statistiques

### En club
| Saison    | Équipe                 | Ligue |    | Saison régulière | Saison régulière | Saison régulière | Saison régulière | Saison régulière |   | Séries éliminatoires | Séries éliminatoires | Séries éliminatoires | Séries éliminatoires | Séries éliminatoires |
| Saison    | Équipe                 | Ligue | PJ | B                | A                | Pts              | Pun              | PJ               | B | A                    | Pts                  | Pun                  |                      |                      |
| 1983-1984 | Hawks de Bobbema       | LHJA  | 48 | 14               | 17               | 31               | 146              | -                | - | -                    | -                    | -                    |                      |                      |
| 1984-1985 | Hawks de Bobbema       | LHJA  | 59 | 36               | 41               | 77               | 115              | -                | - | -                    | -                    | -                    |                      |                      |
| 1985-1986 | Hawks de Bobbema       | LHJA  | 52 | 33               | 57               | 90               | 161              | -                | - | -                    | -                    | -                    |                      |                      |
| 1986-1987 | Hawks de Bobbema       | LHJA  | 55 | 33               | 71               | 104              | 272              | -                | - | -                    | -                    | -                    |                      |                      |
| 1986-1987 | Golden Blades d'Érié   | ACHL  | 9  | 2                | 12               | 14               | 2                | 6                | 0 | 3                    | 3                    | 4                    |                      |                      |
| 1988-1989 | Panthers d'Érié        | ECHL  | 60 | 38               | 84               | 122              | 181              | 4                | 1 | 1                    | 2                    | 4                    |                      |                      |
| 1989-1990 | Panthers d'Érié        | ECHL  | 60 | 28               | 44               | 72               | 123              | 7                | 2 | 3                    | 5                    | 22                   |                      |                      |
| 1990-1991 | Cyclones de Cincinnati | ECHL  | 60 | 18               | 40               | 58               | 100              | 4                | 0 | 2                    | 2                    | 12                   |                      |                      |
| 1991-1992 | Cherokees de Knoxville | ECHL  | 2  | 0                | 1                | 1                | 4                | -                | - | -                    | -                    | -                    |                      |                      |

## Récompenses

### ECHL
- Équipe d'étoiles en 1988-1989.
- Meilleur passeur avec 74 en 1988-1989
- Meilleur pointeur avec 122 en 1988-1989.
- Meilleur joueur en 1988-1989
- Champion de la saison régulière avec les Panthers d'Érié en 1988-1989.